# Martin Mesarič
Martin Mesarič, slovenski hokejist na travi, * 11. november 1987, Murska Sobota. 
Največje uspehe dosega z matičnim klubom HK Lipovci, kjer igra na poziciji desnega krila ali na poziciji veznega igralca. Je večkratni dobitnik priznanj za najboljše posameznike na državnih prvenstvih v hokeju na travi in dvoranskem hokeju. Trenutno je prvo ime našega najboljšega kluba v hokeju na travi HK Lipovci. 

## Igralska kariera
S hokejem na travi se je začel ukvarjati, že v rani mladosti v domačem hokejskem klubu Lipovci. Kmalu je pokazal velik talent in blestel v vseh mlajših selekcijah za katere je nastopil. Pri le petnajstih letih se je uvrstil v člansko ekipo matičnega kluba in si takoj izboril mesto v začetni enajsterici. Dobre igre v klubu in tudi priznanje za najboljšega igralca mednarodnega Sportwayovega hokejskega kampa za mladino v Zagrebu, so ga pripeljale v državno reprezentanco. Že na prvi reprezentančni tekmi septembra 2003, je ob porazu proti Hrvaški 2:3, dosegel tudi svoj prvi zadetek v dresu z državnim grbom. Dokončno se je v članski konkurenci uveljavil po odličnih igrah na evropskem prvenstvu skupine C v Belorusiji, kjer si je skupaj z ekipo zagotovil zmago in napredovanje med šestnajst najboljših klubov v Evropi.
Je eden ključnih igralcev in med zaslužnejšimi  za dosežke HK Lipovci, s klubom je do julija 2015 osvojil:
- 15 naslovov državnega prvaka
- 7 naslovov pokalnega prvaka
- 11 naslovov dvoranskega prvaka
- 7 naslovov prvaka Interlige
- 2 naslova evropskega klubskega prvaka skupine C
- 2 naslova evropskega klubskega prvaka skupine Challenge II
- 2 naslov evropskega klubskega prvaka skupine Challenge III
- 2 naslova evropskega klubskega dvoranskega prvaka skupine Challenge II
- 1 naslov prvaka dvoranske Interlige

Ob vseh teh ekipnih uspehih je bil v sezonah 2006/2007, 2013/2014 in 2014/2015 proglašen za najboljšega igralca, v sezonah 2012/2013, 2013/2014 in 2014/2015 pa je bil najboljši strelec državnega prvenstva. Blestel je tudi na dvoranskih prvenstvih, kjer je bil v sezonah 2006/2007, 2011/2012 in 2013/2014  najboljši strelec tega tekmovanja. V sezonah 2016/2017 in 2017/2018 pa tudi najboljši igralec dvoranskega prvenstva.
Zelo uspešen je tudi na mednarodnem nivoju, kjer je vedno med tistimi, ki izstopajo iz povprečja in je za HK Lipovci je na evropskih klubskih prvenstvih v hokeju na travi dosegel 27, na evropskih  klubskih dvoranskih prvenstvih pa kar 47 zadetkov. S sedmimi zadetki je bil najboljši strelec evropskega klubskega prvenstva - Challenge III, ki je bilo leta 2017 v Lipovcih . Leto pozneje je na evropskem klubskem prvenstvu - Challenge II, ki je bilo prav tako v Lipovcih, prejel nagrado za najboljšega igralca turnirja. Izpostaviti velja tudi dvoransko klubsko prvenstvo skupine C v Budimpešti leta 2007, kjer je bil z 11 zadetki drugi strelec prvenstva. Povsem na vrh liste strelcev pa se je zavihtel tudi v Srednjeevropski Interligi v sezoni 2013/2014.
Posebno priznanje za uspešno igranje v klubu je prejel, ko je bil proglašen za drugega najboljšega športnika občine Beltinci za leto 2012  in leta 2017.
Za slovensko reprezentanco v hokeju na travi je v obdobju med 2003 in 2017 odigral enaintrideset tekem in dosegel sedemnajst zadetkov. Največji uspeh z reprezentanco je dosegel leta 2007, ko je Slovenija osvojila evropsko prvenstvo skupine Challenge II.